# 48934 Kočanová
48934 Kočanová è un asteroide della fascia principale. Scoperto nel 1998, presenta un'orbita caratterizzata da un semiasse maggiore pari a 2,4321416 UA e da un'eccentricità di 0,1871100, inclinata di 2,49547° rispetto all'eclittica.
L'asteroide è dedicato alla scrittrice slovacca Mária Kočanová.